# 中村富十郎 (4代目)
四代目 中村 富十郎（よだいめ なかむら とみじゅうろう、1908年（明治41年）6月11日 - 1960年（昭和35年）10月17日）は、関西の歌舞伎役者。本名は渡辺 亀蔵（わたなべ かめぞう）。屋号は天王寺屋。定紋は鷹の羽八ツ矢車。俳名に亀鶴。

## 来歴・人物
二代目坂東彦十郎の三男として東京築地に生まれる。明治44年（1911年）名古屋末広座において『義経千本櫻・すし屋』六代君役に本名で初舞台。大正元年（1912年）坂東亀の子と改名。大正8年（1919年）6月坂東一鶴。昭和5年（1930年）東京劇場において三代目坂東鶴之助を襲名。四代目片岡我當らとともに新宿第一劇場の青年歌舞伎を結成。さらに関西歌舞伎に移り、昭和18年（1943年）正月大阪歌舞伎座で四代目中村富十郎を襲名する。しかしこれが興行側の意向とはいえ、東京生まれの役者が大阪所縁の富十郎の大名跡を継ぐことは物議をかもし、三代目中村梅玉が「鶴之助はんが富十郎襲名しはんのやったら、わてはどんな名継いだらよろしのや」と憤慨したという。
戦後の関西歌舞伎では、立女形として三代目市川壽海、三代目阪東壽三郎らと舞台を共にする。矢車座を結成し新作の上演をおこなったりして活躍したが、関西歌舞伎の低迷の中で思うように活躍できぬまま、巡業先の広島県福山市で急死した。
ねばっこい近代的な芸風で『心中宵庚申』のお千代。『箕輪の心中』の綾衣、『少将滋幹の母』の北の方、『番町皿屋敷』のお菊などが当り役。
先妻は十五代目市村羽左衛門の私生児で舞踊家の初代吾妻徳穂。駆け落ち結婚だった。この徳穂との間に長男・五代目中村富十郎と次男を儲けたが、その後徳穂が今度は内弟子と恋仲になっての駆け落ちしたため離婚。後妻は初代中村鴈治郎の末娘で女優の中村芳子。この芳子との間には初代中村亀鶴を儲けている。